# Бербанк (Оклахома)
Бербанк (англ. Burbank) — місто (англ. town) в США, в окрузі Осадж штату Оклахома. Населення — 123 особи (2020).

## Географія
Бербанк розташований за координатами 36°41′46″ пн. ш. 96°43′41″ зх. д. / 36.69611° пн. ш. 96.72806° зх. д. (36.696089, -96.728106).  За даними Бюро перепису населення США в 2010 році місто мало площу 0,89 км², з яких 0,87 км² — суходіл та 0,01 км² — водойми.

## Демографія
Згідно з переписом 2010 року, у місті мешкала 141 особа в 51 домогосподарстві у складі 41 родини. Густота населення становила 159 осіб/км².  Було 71 помешкання (80/км²).
Расовий склад населення:
| - 70,9 % — білих - 24,1 % — корінних американців |

До двох чи більше рас належало 5,0 %. Частка іспаномовних становила 0,0 % від усіх жителів.
За віковим діапазоном населення розподілялося таким чином: 33,3 % — особи молодші 18 років, 56,8 % — особи у віці 18—64 років, 9,9 % — особи у віці 65 років та старші. Медіана віку мешканця становила 39,7 року. На 100 осіб жіночої статі у місті припадало 101,4 чоловіків;  на 100 жінок у віці від 18 років та старших — 91,8 чоловіків також старших 18 років.
Середній дохід на одне домашнє господарство  становив 40 282 долари США (медіана — 29 167), а середній дохід на одну сім'ю — 50 341 долар (медіана — 45 417). Медіана доходів становила 35 313 долари для чоловіків та 25 625 доларів для жінок. За межею бідності перебувало 16,5 % осіб, у тому числі 16,0 % дітей у віці до 18 років та 0,0 % осіб у віці 65 років та старших.
Цивільне працевлаштоване населення становило 47 осіб. Основні галузі зайнятості: сільське господарство, лісництво, риболовля — 29,8 %, освіта, охорона здоров'я та соціальна допомога — 17,0 %, будівництво — 12,8 %, транспорт — 10,6 %.